# 石源遗址
石源遗址，位于山东省青岛市即墨区龙山街道石源村，是中华人民共和国山东省文物保护单位之一。
1992年6月12日，授予山东省文物保护单位，是一座古遗址。